# غريغ شو (محامي)
غريغ شو (بالإنجليزية: Greg Shaw)‏ هو قاضي ومحامي أمريكي، ولد في 1957.